# Magnolia pacifica
Magnolia pacifica är en magnoliaväxtart som beskrevs av Vazquez. Magnolia pacifica ingår i släktet Magnolia och familjen magnoliaväxter.

## Underarter
Arten delas in i följande underarter:
- M. p. pacifica
- M. p. tarahumara

## Bildgalleri

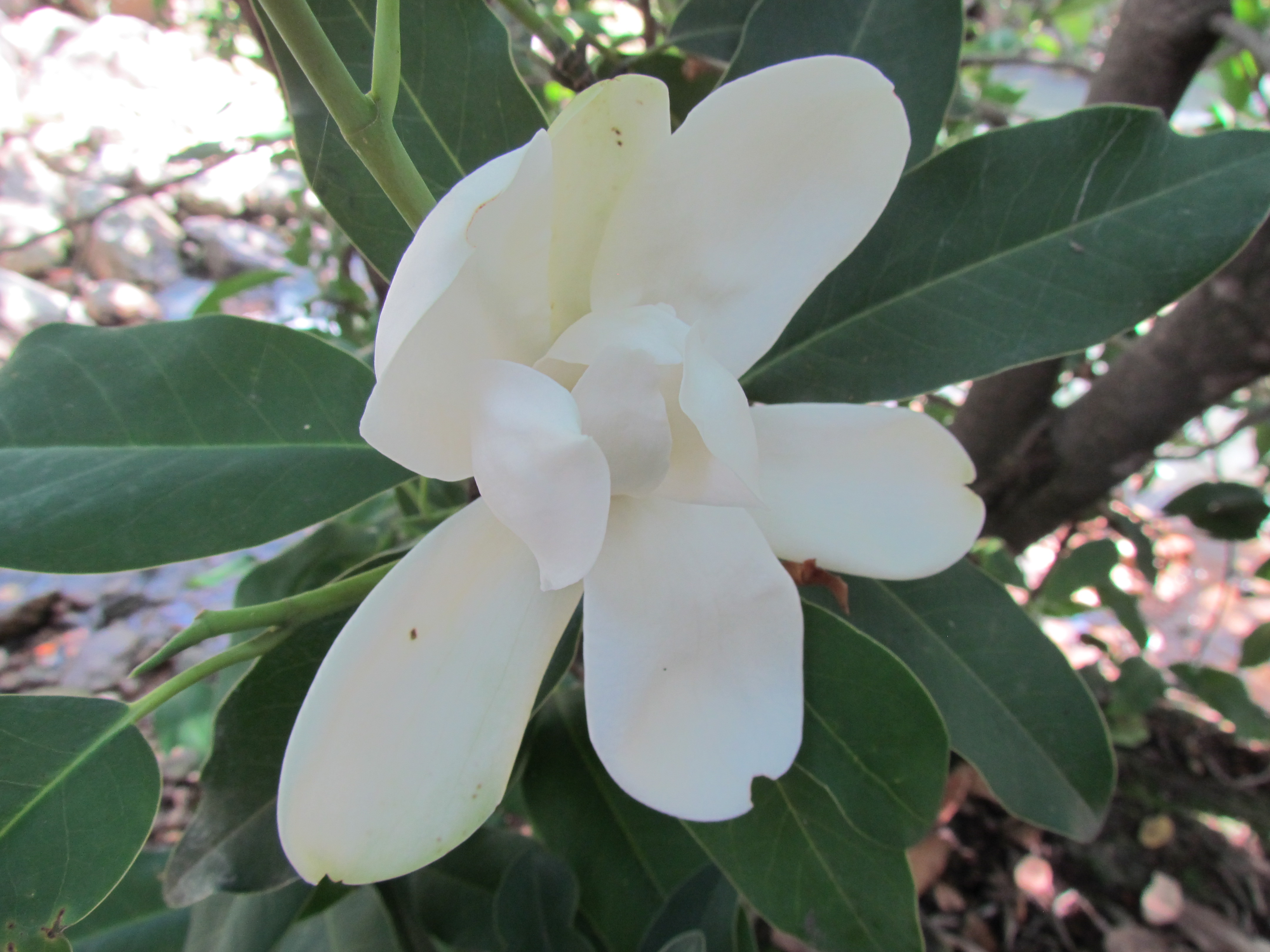
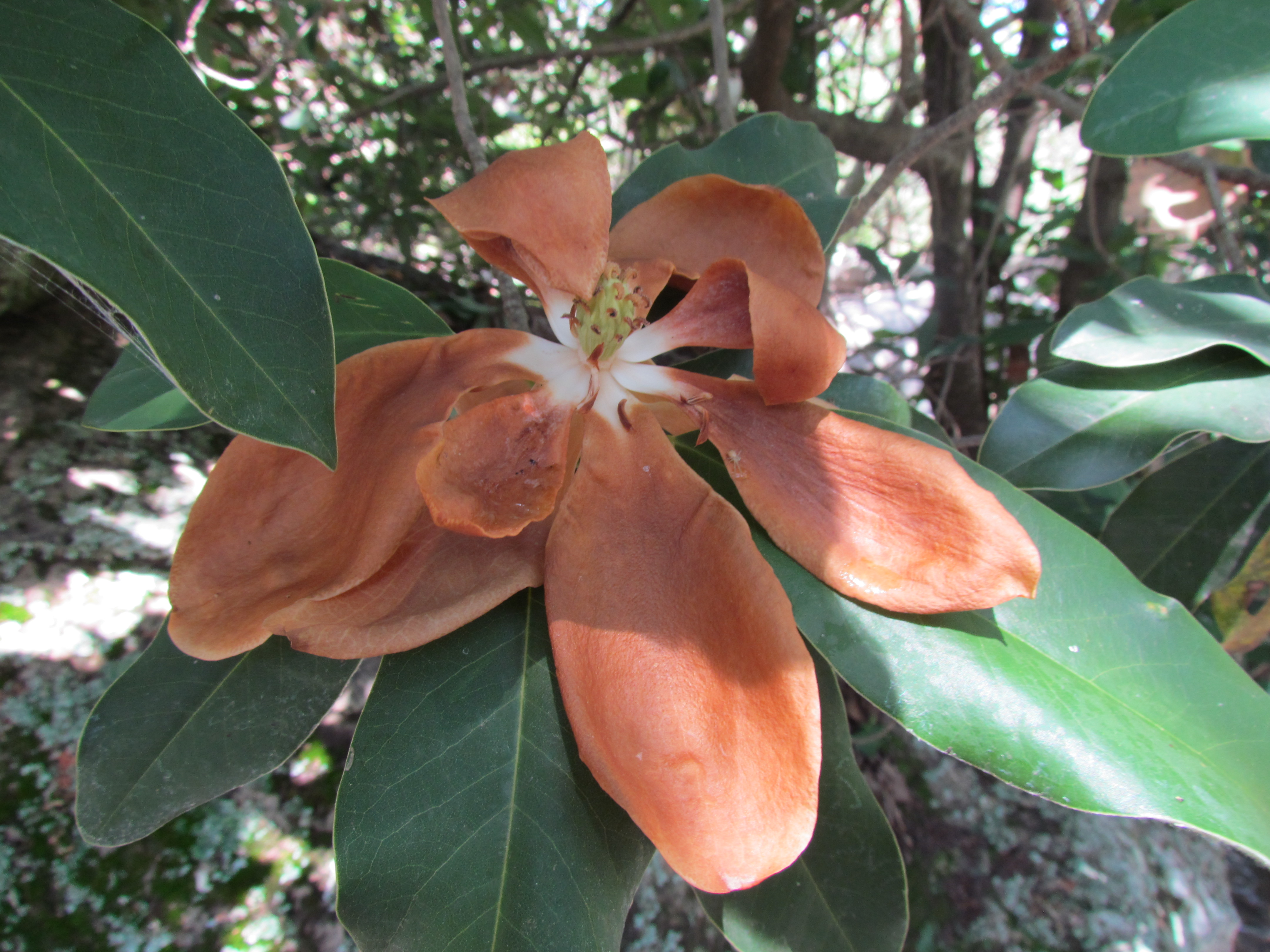
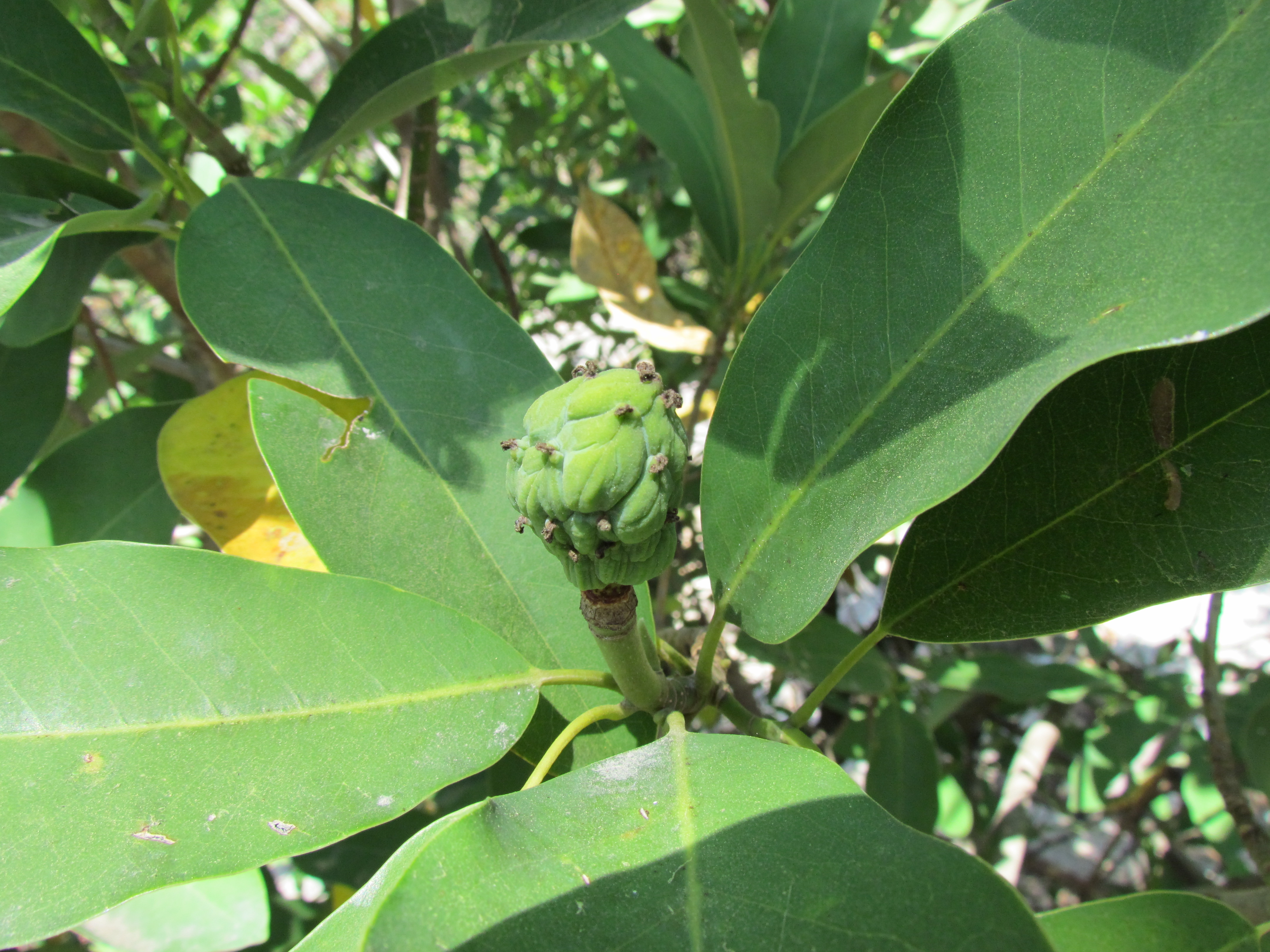
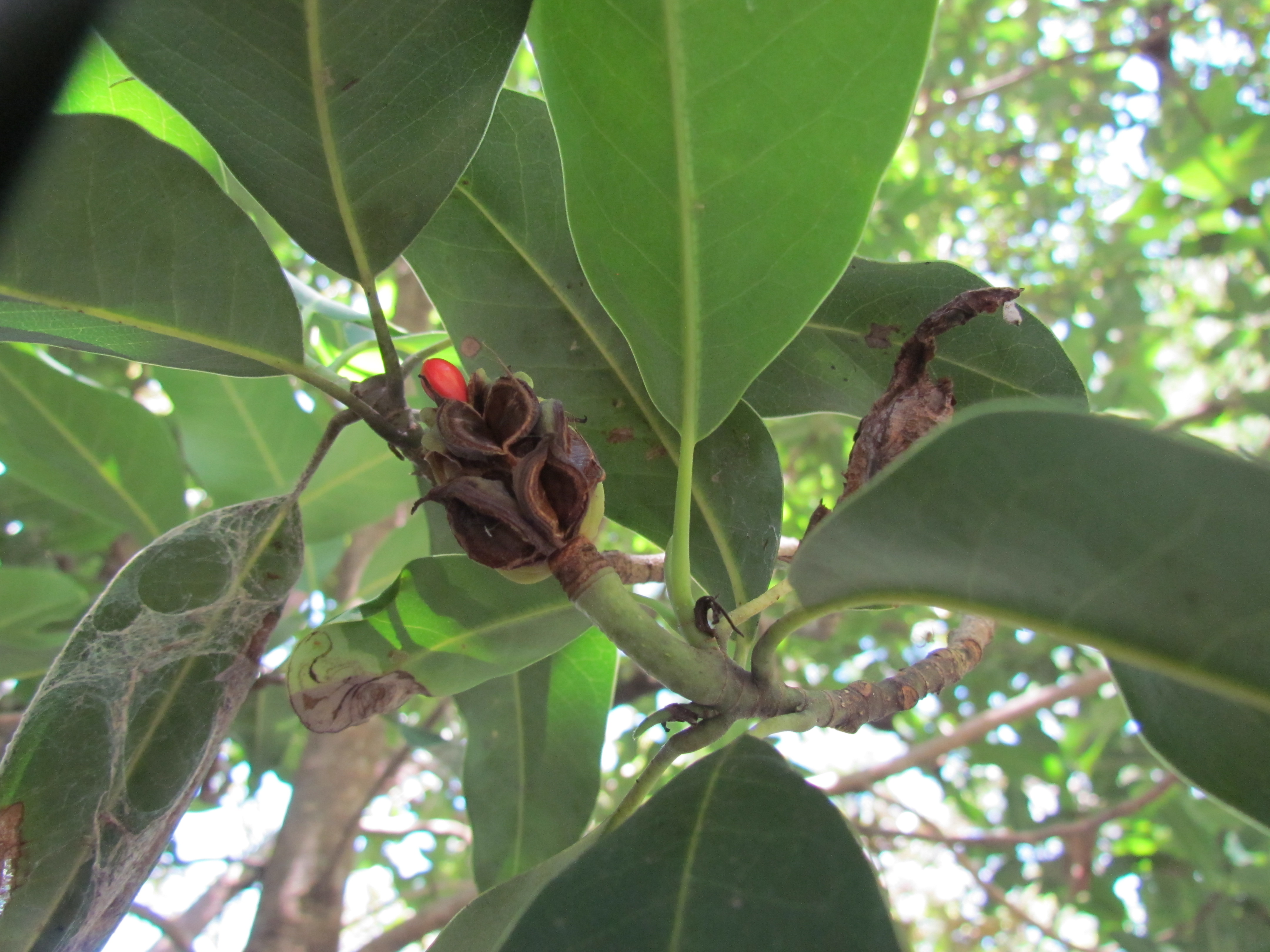